# Filip Dujardin
Filip Dujardin (Gent, 14 juli 1971) is een Belgisch fotograaf.

## Biografie

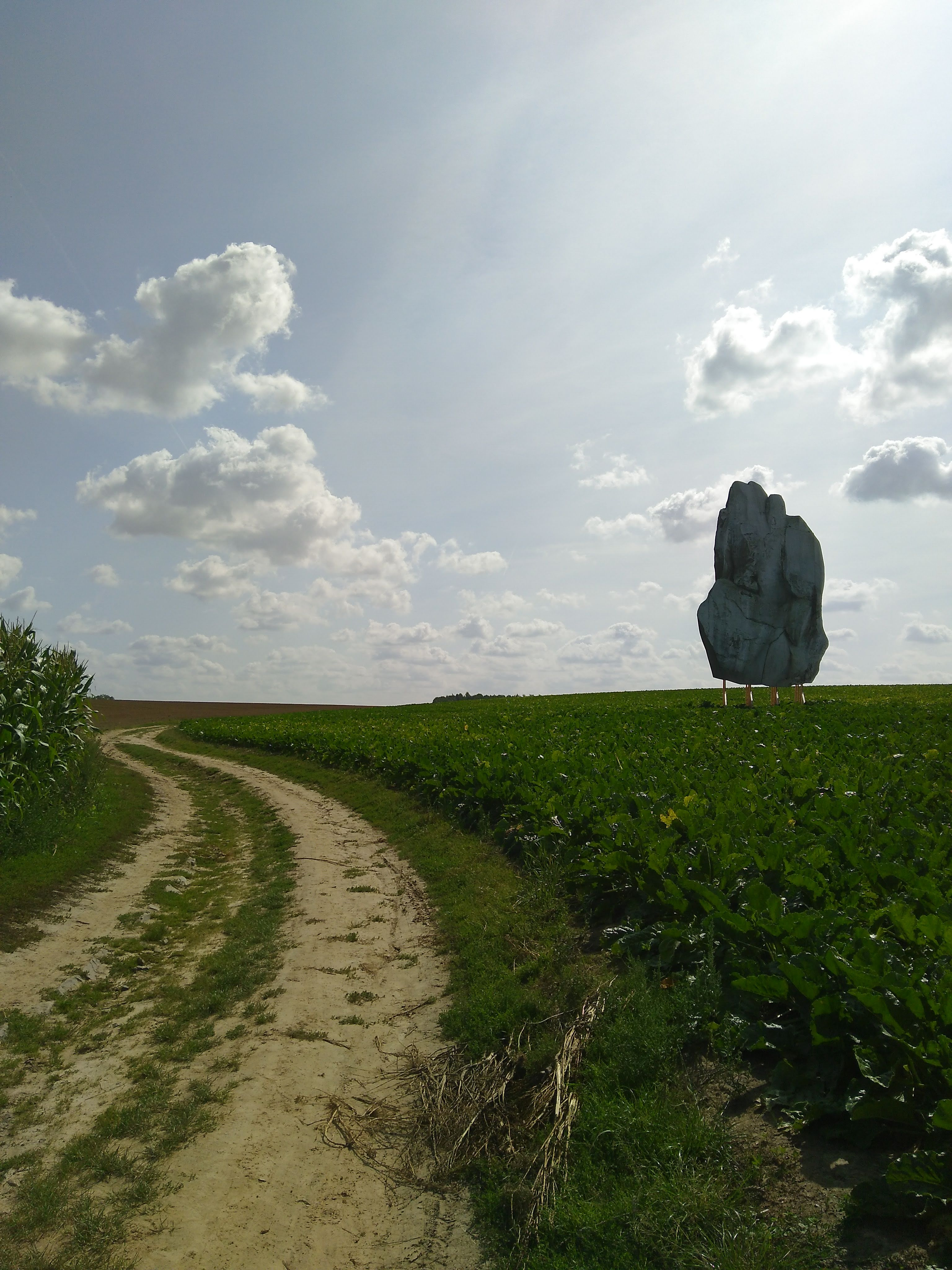
Artefact 1. Onderdeel van de openluchttentoonstelling De blik van Bruegel - reconstructie van het landschap (Dilbeek, 2019)

Dujardin studeerde kunstgeschiedenis (specialisatie architectuur) en deeltijds kunstonderwijs fotografie aan de Koninklijke Academie voor Schone Kunsten van Gent. Hij studeerde af in 1995.
Hij was tussen 1998 en 2000 technisch assistent van Magnum-fotograaf Carl De Keyzer. 
Van 2000 tot 2006 werkte hij samen met Frederik Vercruysse. Samen maakten ze bekendheid als architectuurfotografen. 
Sinds 2007 werkt Dujardin als zelfstandig fotograaf. In 2008 kreeg hij internationale bekendheid met Fictions, een reeks digitale beeldmontages. Door foto's van echte gebouwen digitaal te bewerken 'tekent' Dujardin surreële, fictieve gebouwen. Dujardin stelde de reeks tentoon in BOZAR in Brussel. Later volgden tentoonstellingen in Canada, Frankrijk, Duitsland, Italië, de Verenigde Staten en Zuid-Korea. Zijn foto’s worden gepubliceerd in nationale en internationale boeken en tijdschriften. Ondertussen is werk van Dujardin aangekocht door het Metropolitan Museum, het MoMA en het SFMOMA.